# فرودگاه هیلی ریور
فرودگاه هیلی ریور (به انگلیسی: Healy River Airport) یک فرودگاه همگانی بهره‌برداری هوایی با کد یاتا HKB است که یک باند فرود آسفالت دارد و طول باند آن ۸۸۸ متر است. این فرودگاه در کشور ایالات متحده آمریکا قرار دارد و در ارتفاع ۳۸۵ متری از سطح دریا واقع شده‌است.